# Blaesia atra
Blaesia atra är en skalbaggsart som beskrevs av Hermann Burmeister 1842. Blaesia atra ingår i släktet Blaesia och familjen Cetoniidae. Inga underarter finns listade.